# Kneitlingen
Kneitlingen es un municipio situado en el distrito de Wolfenbüttel, en el estado federado de Baja Sajonia (Alemania). Su población estimada a finales de 2016 era de 832 habitantes.
Se encuentra ubicado al sureste del estado, a poca distancia de la frontera con el estado de Sajonia-Anhalt. Kneitlingen es conocido como el lugar de nacimiento de Till Eulenspiegel (Dyl Ulenspegel en bajo alemán), un personaje del folklore del norte de Alemania. Según la tradición habría nacido en torno a 1300. En el centro del pueblo se halla un monumento dedicado a él. Además Kneitlingen cuenta con algunas casas históricas con entramado de madera bien conservadas.

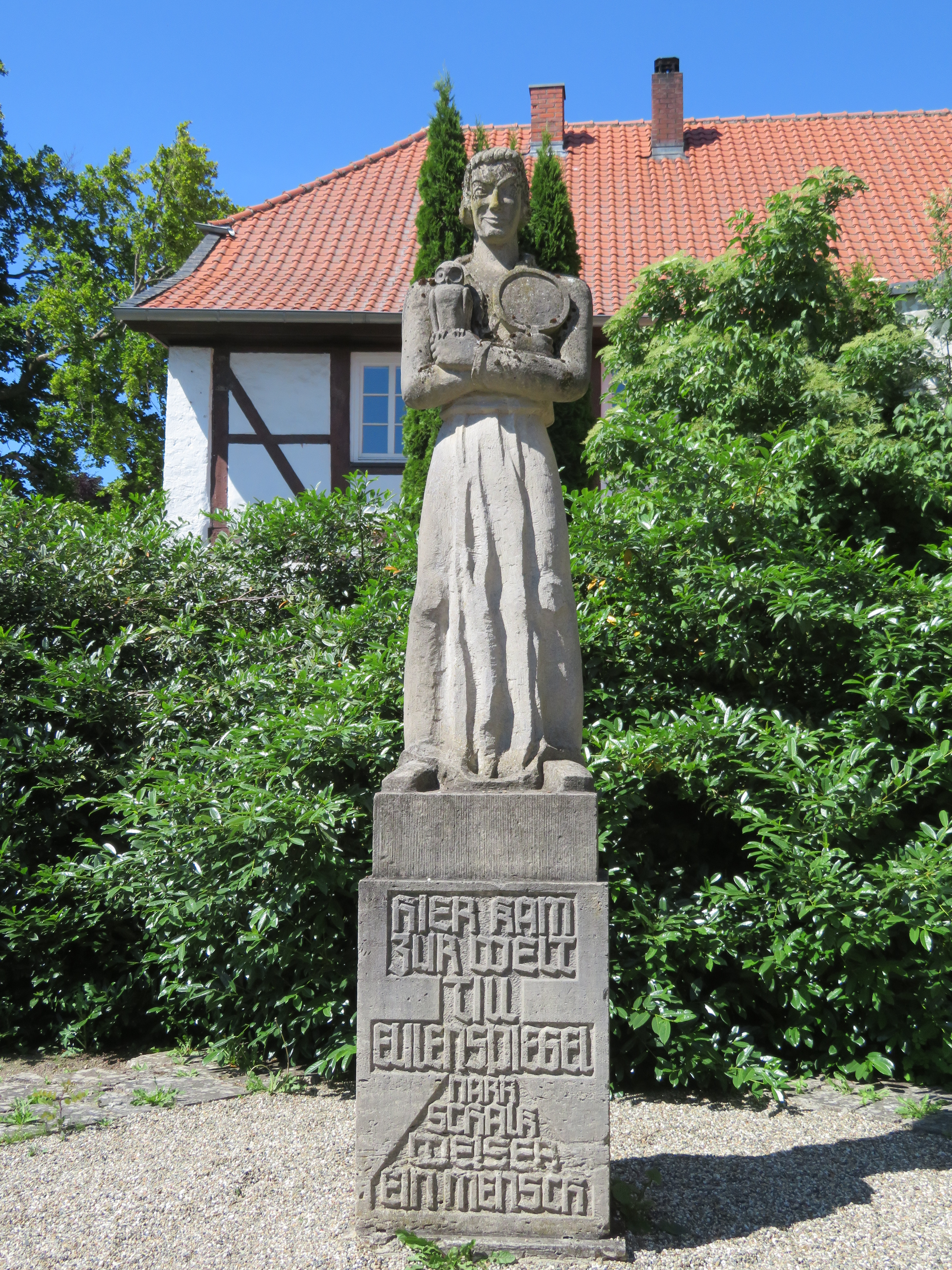
Monumento de Till Eulenspiegel